# James Colbert
Pour les articles homonymes, voir Colbert.
James Colbert, né en 1951 à La Nouvelle-Orléans en Louisiane, est un écrivain américain, auteur de roman policier.

## Biographie
Il sert deux ans dans les marines, puis de 1972 à 1977, fait des études à l'université de Louisiane. Il travaille plus de deux ans dans la police de La Nouvelle-Orléans, puis devient archiviste à l'université Tulane.
En 1986, il publie son premier roman Trahison fraternelle (Profit and Sheen).  En 1988 paraît son deuxième roman Portrait de famille (No Special Hurry). Pour Claude Mesplède, « ce récit aux personnages particulièrement antipathiques, est un roman de mensonges : chacun hait les autres et essaie de les tromper. »

## Œuvre

### Romans
- Profit and Sheen, 1986
  - Trahison fraternelle, Éditions Gallimard, coll. « Série noire » no 2420 (1996)  (ISBN 2-07-049344-X)
- No Special Hurry, 1988
  - Portrait de famille, Éditions Gallimard, coll. « Série noire » no 2307 (1992)  (ISBN 2-07-049307-5)
- Skinny Man, 1991
- All I Have Is Blue, 1992
- God Bless the Child, 1993

## Sources
- Claude Mesplède, Dictionnaire des littératures policières, vol. 1 : A - I, Nantes, Joseph K, coll. « Temps noir », 2007, 1054 p. (ISBN 978-2-910-68644-4, OCLC 315873251), p. 450.
- Claude Mesplède, Les années "Série noire" bibliographie critique d'une collection policière, vol. 5 : 1982-1995, Amiens, Encrage, coll. « Travaux » (no 36), 2000.